# Sterne
Sterne é um filme de drama alemão de 1959 dirigido por Konrad Wolf e escrito por Angel Vagenshtain. Estrelado por Sasha Krusharska e Jürgen Frohriep, venceu o Prêmio do Júri do Festival de Cannes.

## Elenco
- Sasha Krusharska - Ruth
- Jürgen Frohriep - Walter
- Erik S. Klein - Kurt
- Stefan Pejchev - Bay Petko
- Georgi Naumov - Blazhe
- Ivan Kondov - pai de Ruth
- Milka Tuykova
- Shtilyan Kunev
- Naicho Petrov
- Elena Hranova
- Leo Conforti